# ساتوری (فولکلور)

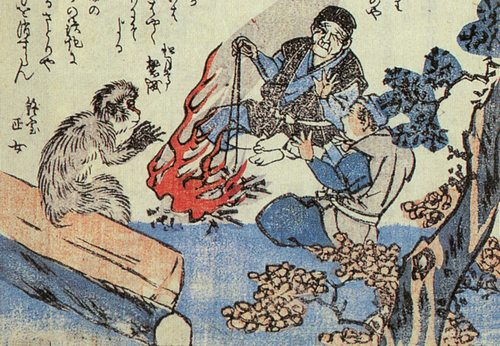
ساتوری به شکل یک «میمون» اثر ماساسومی ریوسایکانجین.

ساتوری (覚, «خودآگاهی») در فولکلور ژاپنی به هیولاهایی (یوکای) ذهن‌خوان و باهوش به شکل میمون گفته می‌شود که در کوه‌های هیدا و مینو (استان گیفو کنونی) زندگی می‌کنند. آن‌ها تقریباً به اندازهٔ انسان هستند و شبیه به نسخه‌های بزرگتر میمون‌های بومی موجود در منطقه می‌باشند.

## افسانه‌ها
ساتوری در مقابل مسافران جاده‌های کوهستانی یا افرادی که در کلبه‌های کوهستانی دور از تمدن زندگی می‌کنند ظاهر می‌شود. گفته می‌شود که مردم هنگام قدم زدن در مسیرهای کوهستانی یا استراحت در کوه با آن‌ها ملاقات می‌کنند. پس از ذهن‌خوانی یک شخص، ساتوری افکار فرد را با صدای بلند و سریعتر از یک انسان بیان می‌کند. این مسئله فریب، شکار یا فرار از یک ساتوری گرسنه را بسیار دشوار می‌کند. همچنین نظریه‌ای وجود دارد مبنی بر اینکه آن‌ها حلول کودک ایزدان کوهستانی هستند که نابود شده و به شکل یوکای درآمدند.
آن‌ها در کلبه‌های کوهستانی در برابر مردم ظاهر می‌شوند و حتی گفته می‌شود که اگر فرصتی داشته باشند سعی می‌کنند آن‌ها را کشته و سپس بخورند، اما اگر شیء یا چیزی به‌طور غیرمنتظره‌ای به ساتوری برخورد کند، از شدت ترس فرار می‌کنند. در مواردی که با یک انسان زن تنها مواجه می‌شوند، اغلب او را به کوه‌ها می‌برند و به او تجاوز می‌کنند. یکی از تنها راه‌های اجتناب از خورده شدن توسط یکی از این یوکای‌ها، خالی کردن کامل ذهن است. ساتوری که ذهنی برای خواندن نداشته باشد، خسته و دور می‌شود. همچنین نظریه‌ای وجود دارد که آن‌ها هیچ خطری برای کسانی که در کوه کار می‌کنند ندارند و جرات ندارند به آن‌ها آسیب برسانند و به مردم اجازه می‌دهند با ساتوری همزیستی کنند.